# Skalk
 For alternative betydninger, se Skalk (flertydig). (Se også artikler, som begynder med Skalk)
Skalk er et dansk populærvidenskabeligt tidsskrift om arkæologi, historie og kulturhistorie, udgivet af den selvejende institution Wormianum. Skalk blev stiftet af Harald Andersen m.fl. i 1957. Officielt gik han af som redaktør i 1993 erstattet af Christian Adamsen og Jørgen Kraglund; men han fortsatte med at redigere en tredjedel af bladet, der har til huse i Højbjerg ved Aarhus. Christian Adamsen blev senere erstattet af Leif Erik Vaag. I 2018 blev Jacob Buhl Jensen direktør i fonden. Herefter redigeres Skalk af en ekstern redaktør og en faglig redaktionsgruppe (pt. med fagfolk fra Den Gamle By, Moesgaard Museum, Aarhus Universitet, Nationalmuseet og Københavns Universitet). Skalk har tidligere haft op mod 50.000 abonnenter. I 2020 har Skalk ca. 12.000 faste abonnenter.
Skalk udsprang af Jysk Arkæologisk Selskab og Forhistorisk Museum (i Århus; nu i Moesgård); men i 1966 løsrev bladet sig og dannede en selvejende fond. Skalk var et af de første danske blade, der gik over til offsettryk. Også på det illustrationsmæssige plan var bladet pædagogisk nytænkende. At en historie kan fortælles bedre med en illustration end en tekst, var i 1957 nærmest revolutionerende. "I udseende som indhold vil 'Skalk' gå sine egne veje. Museumsstøv vil være [os] vederstyggeligt," stod der. Man begyndte i 1957 med fire numre årligt for kr. 4,-. Det blev til seks numre årligt i 1964.  I stedet for reklame uddeltes gratis prøvetryk. Først blev en mand sendt til Randers, hvor han kom 200 eksemplarer ind ad tilfældige brevsprækker. Det kom der fire abonnenter ud af, dvs. to pct. Derefter fik en tredjedel af landets husstande tilsendt et prøvetryk, og læserkredsen var sikret. Bortset fra et starttilskud på kr. 1.500 fik Skalk ingen offentlige tilskud. Omkring 2002 tilbød Kulturministeriet en mindre støtte; men den sagde man nej tak til, for så skulle der stå "med støtte fra Kulturministeriet". Det var en slem forskrækkelse, da portotilskuddet for tidsskrifter forsvandt. Det kostede bladet kr. 382.000 det år.
Et stort antal forfattere har bidraget til tidsskriftet gennem årene: P.V. Glob, Jens Vellev, Rikke Agnete Olsen, Paul G. Ørberg, Thorkild Ramskou, Tor Nørretranders, Else Roesdahl, Bi Skaarup, Jørgen Kraglund (der også tegnede den grafiske linje i bladet) og mange andre. Ole Worm har givet navn til Skalks forlag Wormianum, der i 2004 kunne vise til, at Globs brændevinsbog var kommet i 68.000 eksemplarer; Roskildekrøniken i 9.300; den ældste danske kogebog i 34.500 og en CD med musik spillet på gamle instrumenter i 14.000 eksemplarer. Tidstavlen over Danmarks- og verdenshistorien til ophæng i klasseværelser, var trykt i oplag på langt over 50.000.
Navnet Skalk er lånt fra Bjarkemål:
Rejs du dig, Skalk.
Skynd dig at ilde, [gøre ild op]
feje arnen,
pust i emmer,
knitre lad luen
af knast og ved.
Godt er med varm hånd
ven at møde.
Ved Skalks 25 års jubilæum i 1982 illustrerede "Ingahild Grathmer" den festudgave af Bjarkemål, tidsskriftet udsendte.